# 凱特費許·杭特
詹姆斯·奧古斯特斯·杭特（英語：James Augustus Hunter，1946年4月8日—1999年9月9日），綽號「鯰魚」，為美國職棒大聯盟的投手。生涯15個賽季效力過運動家與洋基。
1979年，杭特因為手傷而宣布退休。1987年，他入選棒球名人堂。不過他在51歲時罹患漸凍人症，後來他與病魔纏鬥了一年多後不幸去世，享年53歲。

## 生平

### 早年
1963年11月，杭特在一次與兄弟們去打獵的途中不慎被獵槍射傷腳，最後這使得他失去了一根腳趾頭。最後大部分的球探都離開爭奪杭特的行列，只有運動家隊選擇他。

### 職業生涯

#### 堪薩斯市/奧克蘭運動家
1965年，19歲的杭特登上大聯盟。當時運動家老闆Finley為了能讓球迷記住他，於是給了他「鯰魚」(catfish)這個外號。杭特完全沒有在小聯盟打球就直接升上大聯盟。1965年7月27日，杭特拿下大聯盟首勝。1966年和1967年，杭特都入選了明星賽。
1968年球季開打前，運動家隊搬遷至奧克蘭。而杭特在5月8日投出大聯盟史上第9場完全比賽，這也是球隊繼1947年的Bill McCahan後，隊史第一位投出無安打的球員。
1974年，杭特投出了史詩級的賽季，該年他拿下25勝12敗，防禦率2.49。最後他不僅拿下勝投王，球隊也達成三連霸。杭特在運動家曾達成連續4個球季至少單季20勝，而且世界大賽拿下4勝0敗。

#### 自由球員
1974年2月11日，杭特原本與運動家要簽下2年20萬美元的合約。不過Finley不僅沒按照合約為Hunter的年金保險加保5萬美金，而且還延期支付薪水。1974年12月16日，Finley與杭特告上法庭，法庭判決杭特成為自由球員。

#### 紐約洋基
贏得仲裁的兩週後，杭特以5年335萬美元的合約加盟紐約洋基。當時大聯盟共24支球隊，除了巨人以外全部的球隊都在搶著簽下杭特。儘管當時教士與皇家的簽約金都比洋基高，不過最後他們兩隊都沒搶到人。
加入洋基的首個賽季，杭特馬上就吞下3敗。不過後來他還是入選了明星賽，加入洋基的第一年，杭特就以23勝連莊勝投王。有了杭特的加入，洋基也在1976年至1978年進軍世界大賽。1976年，還不到31歲的杭特已經拿下200勝。這項紀錄甚至比賽·揚和克里斯提·馬修森兩位歷史名投還快。另外杭特的生涯打擊率也有2成26。其中1971年，他的打擊率更是高達3成50，並敲出36支安打。不過隨著美國聯盟在1973年引進指定打擊的制度後，杭特的打數就急遽減少。
1978年球季初，手傷開始困擾著杭特。而他又在春訓時發現罹患糖尿病。1979年，他只拿下2勝9敗，防禦率5.31。加上他5年的合約剛好走完，於是33歲的杭特宣布退休。他生涯在洋基一共拿下63勝，而且15年生涯一共參與6次世界大賽，並拿下5座冠軍。
在洋基隊的這段時期，杭特也居住在紐澤西州的Norwood。

### 晚年
退休後，杭特就待在Hertford經營農場。1997年至1998年間，杭特在冬天打獵時發現手臂開始使不上力。後來他被診斷出罹患肌萎縮性脊髓側索硬化症，也就是俗稱的漸凍人症。
1999年，杭特在家中辭世，享年53歲。他在去世前一個月還曾經在家中跌倒，並昏迷了好幾天。最後他被葬在當地的雪鬆木公墓。

## 紀念
1987年，杭特與比利·威廉斯及Ray Dandridge兩位球員一同入選名人堂。杭特對於他非常喜歡Finley及喬治·史坦布瑞納兩位球隊老闆，因此他不打算以運動家或洋基球員入選名人堂。
1990年，杭特入選灣區運動名人堂。2004年，運動家開始頒發凱特費許·杭特獎，用來頒發給最能激勵士氣的運動家球員。1991年6月9日，杭特的27號背號被運動家永久退休。

## 生涯成績
| 勝  | 敗  | 勝率 | ERA  | 出賽場次 | 先發場次 | 完投 | 完封 | 投球局數  | 被安打 | 自責失分 | 失分  | 全壘打 | 保送 | 三振  | 暴投 | 觸身球 |
| 224 | 166 | .574 | 3.26 | 500      | 476      | 181  | 42   | 3,449+1⁄3 | 2,958  | 1,248    | 1,380 | 374    | 954  | 2,012 | 49   | 49     |

## 外部連結
- 球員資訊和成績在MLB ，ESPN ，Retrosheet ，Baseball Reference ，Baseball Reference (Minors) ，Fangraphs ，The Baseball Cube （英文）
- 凱特費許·杭特在台灣棒球維基館上的頁面（繁體中文）

| 成就                              | 成就                              | 成就                           |
| --------------------------------- | --------------------------------- | ------------------------------ |
| 前任： 山迪·柯法斯 (1965年9月9日) | 投出完全比賽的投手 1968年5月8日   | 繼任： 藍·巴克 (1981年5月15日) |
| 前任： Tom Phoebus                | 投出無安打比賽的投手 1968年5月8日 | 繼任： George Culver           |